# Bronsdjävulstunga
Bronsdjävulstunga (Ferocactus histrix) är en suckulent växt inom djävulstungesläktet och familjen kaktusväxter.
Arten förekommer ursprunglig i centrala Mexiko i delstaterna Aguascalientes, Durango, Guanajuato, Hidalgo, Jalisco, Querétaro, San Luis Potosí, Veracruz och Zacatecas. Den växer i bergstrakter mellan 1200 och 2600 meter över havet. Bronsdjävulstunga ingår i buskskogar och skogar. Den behöver flera årtionden för sin utveckling från frö till fullständig växt. Exemplaren kan däremot delas och förökas.
Beståndet hotas av getter och andra djur som äter växtdelar. IUCN listar arten som nära hotad (NT).